# Gamini Jayawickrama Perera
Mallawa Arachchige Gamini Jayawickrama Perera (Sinhala: ගාමිණී ජයවික්‍රම පෙරේරා; Tamil: காமினி ஜயவிக்கிரம பெரேரா; * 29. Januar 1941 in Kurunegala, Nordwestprovinz; † 17. Februar 2024 ebenda) war ein srilankischer Politiker der United National Party (UNP), der unter anderem zwischen 1988 und 1994 Chefminister der Nordwestprovinz und Mitglied des Parlaments von Sri Lanka war sowie zahlreiche Ministerämter bekleidete.

## Leben
Mallawa Arachchige Gamini Jayawickrama Perera, ein Grundbesitzer, besuchte das Nalanda College in Colombo und war mehrere Jahre Spieler sowie 1960 Kapitän der Cricket-Mannschaft des College im Endspiel gegen das Ananda College. Er begann sein politisches Engagement in der von Don Stephen Senanayake gegründeten United National Party 1968 in der Kommunalpolitik als Mitglied des Stadtrates von Kurunegala. Später engagierte er sich als Abgeordneter und Minister in der Wyamba genannten Nordwestprovinz. Nachdem im November 1987 eine begrenzte Selbstverwaltung der Provinzen eingeführt wurde, wurde er am 4. Mai 1988 Chefminister der Nordwestprovinz und bekleidete dieses Amt bis zum 19. Oktober 1993, woraufhin G. M. Premachandra seine Nachfolge antrat.
1994 wurde Perera für die UNP erstmals zum Mitglied des Parlaments gewählt und gehörte diesem zunächst bis zu seinem Mandatsverzicht 1998 an. 2000 wurde er für die UNP im Wahlkreis Kurunegala erneut zum Mitglied des Parlaments gewählt, dem er nunmehr bis 2020 angehörte. 2001 übernahm er erstmals ein Regierungsamt und fungierte im zweiten Kabinett von Premierminister Ranil Wickremesinghe vom 9. Dezember 2001 bis zum 6. April 2004 als Minister für Bewässerung und Wasserwirtschaft (Minister of Irrigation and Water management). Am 26. November 2008 äußerte er sich während der parlamentarischen Diskussion über den Haushaltsentwurf 2009 positiv über die Ceylon Tobacco Company (CTC). Der Haushaltsentwurf bot dem Finanzminister außer seiner Sicht die Gelegenheit, die Wirtschaftspolitik der Regierung, ihre Leistung im vergangenen Jahr und neue Richtungen bekannt zu geben, die sie im kommenden Jahr einschlagen will. Er stellte CTC als „Freund in Not“ der Regierung dar und erwähnte, dass es einen wichtigen Beitrag zu den Staatseinnahmen und der Wirtschaft des Landes leiste. Die CTC, eine Tochtergesellschaft von British American Tobacco (BAT), besitzt das Monopol für die Herstellung und den Verkauf von Zigaretten in Sri Lanka. Am 18. November 2011 wurde er Vorsitzender der UNP und bekleidete diese Funktion bis zu seiner Ablösung durch Kabir Hashim im Januar 2014.
Im dritten Kabinett von Premierminister Wickremesinghe (9. Januar 2015 bis 26. Oktober 2018) war er von Januar 2015 bis August 2015 Minister für Ernährungssicherheit (Minister of Food security) sowie zwischen September 2015 und Februar 2018 Minister für nachhaltige Entwicklung und Wildtiere (Minister of sustainable Development and Wildlife). Darüber hinaus fungierte er von August 2017 bis Oktober 2018 auch als Minister für Buddha Śāsana und damit als zuständiger Minister für die Aufsicht über die faktische Staatsreligion, den Theravada-Buddhismus. Im vierten Kabinett von Premierminister Wickremesinghe bekleidete er vom 16. Dezember 2018 bis zum 20. November 2019 abermals den Posten als Minister für Buddha Śāsana und war in Personalunion auch Minister für die Entwicklung der Nordwestprovinz (Minister of Wayamba development).
Perera starb im Februar 2024 im Alter von 83 Jahren.